# Veauville-lès-Baons
Veauville-lès-Baons – miejscowość i dawna gmina we Francji, w regionie Normandia, w departamencie Sekwana Nadmorska. W 2016 roku populacja ówczesnej gminy wynosiła 741 mieszkańców. 
W dniu 1 stycznia 2019 roku z połączenia dwóch ówczesnych gmin – Autretot oraz Veauville-lès-Baons – powstała nowa gmina Les Hauts-de-Caux. Siedzibą gminy została miejscowość Autretot. 